# John Burt (rugbysta)
John Burt (ur. 27 sierpnia 1874 w Dunedin, zm. 16 stycznia 1933 w Christchurch) – nowozelandzki rugbysta, reprezentant kraju.
W latach 1888–1890 uczęszczał do Otago Boys High School i występował w szkolnej drużynie rugby. Na poziomie klubowym, również jako kapitan, związany był z Pirates Football Club i jako pierwszy jego przedstawiciel wystąpił w reprezentacji kraju. Jedyny mecz dla All Blacks rozegrał pod nieobecność Waltera Drake’a przeciwko Wellington w 1901 roku. W latach 1896–1901 jedenaście razy zagrał także w regionalnym zespole Otago.